# Klingberg
Klingberg, auch Klingberg am See genannt, ist eine Dorfschaft in der Gemeinde Scharbeutz in Schleswig-Holstein. Der Ort hat 1.121 Einwohner (Stand: 10. Juni 2024).

## Lage
Klingberg liegt nahe der Lübecker Bucht und ist zum Teil von Buchen- und Mischwäldern umgeben. Ein Teil Klingbergs liegt am Großen Pönitzer See. Zwischen Klingberg und Scharbeutz verläuft die Bundesautobahn 1.

## Geschichte
In der Gegend um das heutige Klingberg siedelten schon um das Jahr 1700 v. Chr. Menschen. Erhalten sind von dieser Kultur noch zahlreiche Hügelgräber in der näheren Umgebung des Ortes (z. B. der Hans-Moor-Berg, der Grabhügel auf dem Vierth, der Rugenbarg, die Grabhügel bei Stubbenberg). Um 600 bis 700 n. Chr. wanderten in das Gebiet slawische Stämme ein; Überbleibsel dieser Zeit sind die Reste einer Fluchtburg im Pönitzer See. Im Jahre 1277 wurde das heute am Ortsrand von Klingberg liegende Gut Garkau erstmals urkundlich erwähnt.
Als offizielles Datum der Gründung des Ortes wird jedoch erst der 15. September 1903 angesehen. Der Gründer war der aus Sachsen stammende „Lebensreformer“ Paul Zimmermann.
In seiner Anfangszeit war der Ort geprägt durch große Obstplantagen und verstreut lebende Siedler, die teilweise grundverschiedenen Lebensphilosophien folgten. Den ersten Dämpfer erhielt der Aufbau des Ortes durch den Ersten Weltkrieg, der dazu führte, dass die örtliche Wirtschaft nur mit Hilfe von russischen Kriegsgefangenen aufrechterhalten werden konnte. Dennoch erhielt der Ort noch während des Krieges eine eigene Schule, die jedoch schon 1926 wieder geschlossen wurde. Zwischen den Kriegen spürte man auch in Klingberg die in ganz Deutschland herrschenden wirtschaftlichen Probleme. Erträglicher wurde es für die Siedler nur dadurch, dass viele Rohstoffe, wie zum Beispiel Mohn oder Flachs, selbst angebaut und verkauft wurden. 1926 eröffnete der Gründer von Klingberg, Paul Zimmermann, den Freilichtpark Klingberg für Anhänger der Nacktkultur. Aufgrund finanzieller Probleme fiel dessen Ausstattung zwar recht einfach aus; dennoch zog der Park Freigeister aus der ganzen Welt an.
Nach dem Zweiten Weltkrieg stieg die Einwohnerzahl durch Flüchtlinge und Vertriebene aus den deutschen Ostgebieten rasant an, wodurch es für mehrere Jahre zu einer extremen Wohnungsknappheit kam.

## Heutige Situation
Heutzutage ist Klingberg fast ausschließlich ein Wohnort. Nur wenige, kleinere Betriebe haben sich hier angesiedelt.

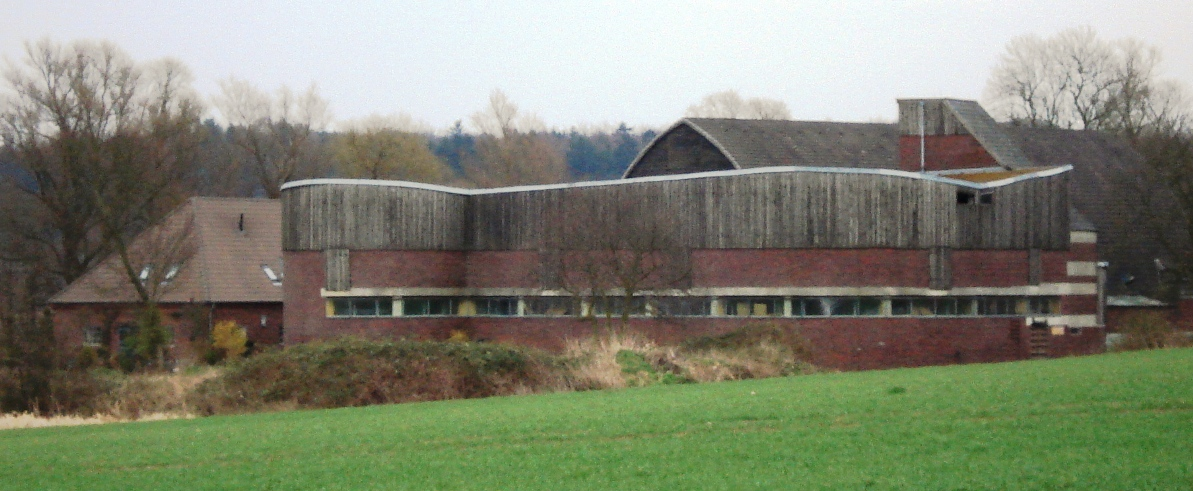
Gut Garkau aus Westen

Klingberg hat eine evangelisch-lutherische Kirche, die Geroldkirche (benannt nach dem in Wagrien tätigen Bischof und Missionar Gerold), eine Badeanstalt mit angeschlossenem Café sowie eine Ferienhaussiedlung mit angeschlossenem Restaurant. Die in Klingberg befindliche Jugendherberge ist seit dem 31. Dezember 2016 geschlossen. Außerdem befindet sich in diesem Ort eine Jugend- und Familienbildungsstätte. Diese wird vom Jugend- und Familienbildungswerk Klingberg, kurz JFK mit Sitz in Scharbeutz betrieben und ist ein anerkannter Träger der freien Jugendhilfe. Verpächter und Eigentümer ist das Hilfswerk der Unitarier Gesamtverband e.V. mit Sitz in Potsdam, ebenfalls Träger der freien Jugendhilfe.
Am Rande des Ortes, in einer ehemaligen Aufforstung, befindet sich der größte eingezäunte Hundefreilauf Deutschlands. Am Pönitzer See liegt das Gut Garkau mit mehreren vom Bauhaus-Architekten Hugo Häring entworfenen Gebäuden.

## Vereinsleben
Klingberg verfügt über ein reges Vereinsleben. Unter anderem hat die älteste Volkshochschule Ostholsteins, die im Jahr 2016 ihr 70-jähriges Bestehen feierte, ihren Sitz in Klingberg. Der Bevölkerung mit ihren Vereinen und Gruppen stehen für Veranstaltungen und Kurse die Kleine Waldschänke und das Haus des Gastes, direkt am See gelegen, zur Verfügung.
Klingberger Vereine:
- Volkshochschule Klingberg am See
- Kultur- und Förderverein Kleine Waldschänke
- Umweltgruppe Klingberg
- Förderverein Hundefreilauf Klingberg
- Freie Pfadfinderschaft

## Persönlichkeiten
- Friedel Hoefer (1883–1960), Porträt- und Landschaftsmalerin
- Michèl von Wussow (* 1995), Musiker